# Положајник (филм)
Положајник је српски телевизијски филм из 2005. године, који је режирао Милош Радовић, а сценарио је писала Мирјана Лазић.

## Радња
Положајник је комедија са љубавним заплетом, радња је смештена у Београд тридесетих година 
прошлога века. У идиличној претпразничној атмосфери зачиње се и разрешава једна интрига, једна љубав и једна веридба.

## Улоге
| Глумац            | Улога        |
| ----------------- | ------------ |
| Бојана Стефановић | Милка        |
| Драган Мићановић  | Јоца шнајдер |
| Радмила Живковић  | Савка        |
| Феђа Стојановић   | Ђока         |
| Тамара Вучковић   | Деса         |
| Младен Андрејевић | просац       |